# Pájara (deporte)

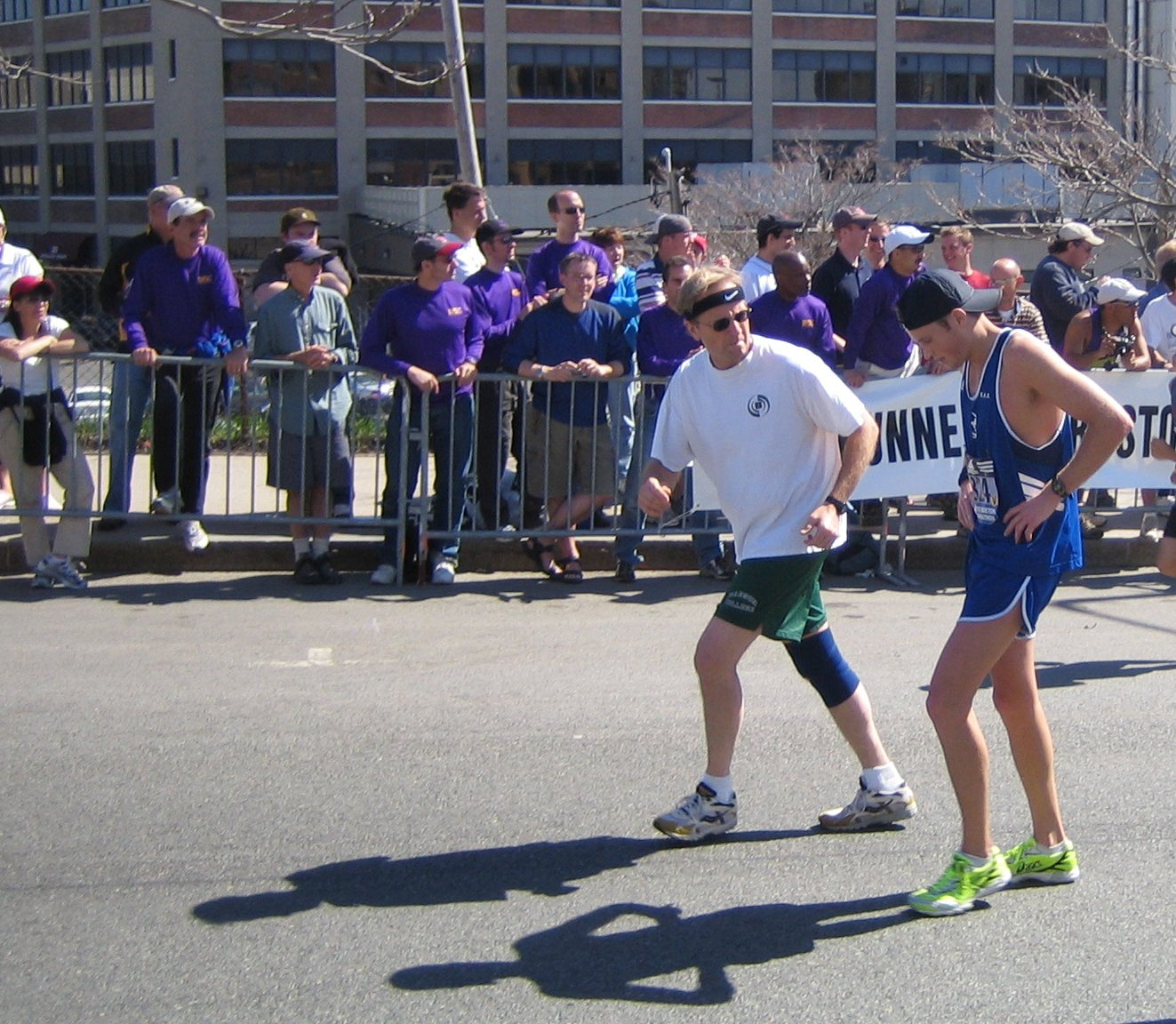
Un corredor anima a otro en la milla número 25 del maratón de Boston de 2005.

Una pájara es una situación en que el rendimiento físico se deteriora bruscamente a causa del agotamiento de las reservas de glucógeno del hígado y los músculos. Se da en deportes de resistencia como el atletismo y el ciclismo. Los casos de fatiga moderada se pueden contrarrestar mediante un pequeño descanso o la toma de bebidas o complementos con alto índice glucémico, como dextrosa, maltodextrina o miel. 

## Otros nombres
A partir de la expresión inglesa hitting the wall también se usan los términos chocar contra el muro o golpear el muro. Dicha expresión se comenzó a utilizar a mediados del siglo XX en el ámbito del ciclismo.En Costa Rica es conocido como bajón o bajonazo.

## Mecanismo
Los individuos que realizan ejercicio físico durante largos periodos de tiempo obtienen la energía a partir de dos rutas metabólicas principales:
- Ruta de los ácidos grasos.
- Ruta de la glucólisis, es decir, a partir de la hidrólisis de la glucosas a partir de la hidrólisis del glucógeno.

La proporción de energía que se produce por una ruta metabólica u otra depende de la intensidad del ejercicio. De esta manera, durante la realización de ejercicio intenso (en que se alcanza VO2 max), la mayor parte de la energía se genera por la hidrólisis del glucógeno.  
Una persona que lleve una dieta normal, pero no realice una gran actividad física, puede almacenar entre 350-380 gramos de glucógeno (1500 kcal) distribuidos por todo el sistema muscular. Correr, marchar en bicicleta o esquiar son actividades que requieren entre 600-800 kcal/hora, lo que significa que las reservas de glucógeno se pueden agotar en menos de 2 horas, a menos que se recuperen durante el ejercicio. 
Un entrenamiento adecuado y la recarga de carbohidratos antes de una competición o prueba física pueden elevar las reservas de glucógeno del organismo hasta 880 g (3600 kcal), permitiendo así incrementar la duración ininterrumpida de ejercicio.

## Síntomas
Los síntomas ocasionados por el agotamiento de glucógeno incluyen fatiga general, debilidad muscular, hipoglucemia, mareo y alucinaciones. 

## Prevención
Existen varias pautas para prevenir o retrasar la aparición de los síntomas:
1. La recarga de carbohidratos permite alcanzar un nivel máximo de glucógeno con vistas a la realización de una prueba física y consiste en aumentar la ingesta de carbohidratos complejos durante los 2 o 3 días previos a dicha prueba.[5]
2. El consumo durante la actividad de bebidas o alimentos ricos en carbohidratos se hace necesario en pruebas de larga duración.
3. Reducir la intensidad del ejercicio (por debajo de 140-130 latidos por minuto) para activar la ruta de oxidación de los ácidos grasos, permite reducir el consumo energético y el agotamiento de las reservas de glucógeno.

## Enlaces
- About Bonk Training

- Datos: Q1567709